# North Wales Coast Line
A North Wales Coast Line (em português: Linha da Costa de Gales do Norte) ou North Wales Main Line (Linha Principal de Gales do Norte) é uma linha de caminho-de-ferro localizada no norte do País de Gales, no Reino Unido. A linha liga as cidade de Crewe, em Inglaterra, e Holyhead, na ilha de Holy.